# Yabause
 (juillet 2018).
Si vous disposez d'ouvrages ou d'articles de référence ou si vous connaissez des sites web de qualité traitant du thème abordé ici, merci de compléter l'article en donnant les références utiles à sa vérifiabilité et en les liant à la section « Notes et références ».
Yabause est un émulateur libre de la Sega Saturn. Il est porté sous Windows, Linux, Mac OS X et FreeBSD. Il utilise OpenGL et SDL, un port moins avancé existe pour la Dreamcast. 

## Histoire
Le développement de Yabause a commencé sous Linux, la première version est sortie le 12 septembre 2003. Le support de Windows et de Mac OS ne commence qu'à partir de la version 0.0.6 le 5 juin 2004.

### Historique des versions
0.0.1 (12 septembre 2003)
- Première version

0.0.4 (10 février 2004)
- La SDL a été incorporée dans Yabause

0.0.5 (31 mai 2004)
- Yabause arrive à émuler jusqu'à l'apparition du logo du bios (SEGA)

0.0.7 (5 décembre 2004)
- Première version qui tourne sur un autre système que Linux
- Premiers jeux lancés

0.5.0 (27 septembre 2005)
- Grande mise à jour dans la compatibilité des jeux

0.6.0 (24 décembre 2005)
- Une interface graphique et une fonction "vitesse rapide" ont été ajoutés

0.7.0 (21 août 2006)
- Réecriture du logiciel

0.8.0 (23 décembre 2006)

## Avantages
- Open source et très portable, beaucoup de ports existent pour de multiples plates-formes
- Possibilité de charger des images cd ou de lancer directement un cd saturn
- Debugueur
- Plusieurs régions d'émulation

## Avenir
Pour la prochaine version (1.0), il est prévu d'ajouter :
- Save states (sauvegarde rapide)
- Émulation complete de la saturn mais pas de support des périphériques externe (il est cependant prévu de les ajouter plus tard).